# تپه قلعه بهمن‌آباد
تپه قلعه بهمن‌آباد مربوط به مس وسنگ - عصر آهن است و در شهرستان قروه، بخش ئیلاق، دهستان ییلاق جنوبی، روستای بهمن‌آباد واقع شده و این اثر در تاریخ ۶ اسفند ۱۳۸۵ با شمارهٔ ثبت ۱۷۴۳۹ به‌عنوان یکی از آثار ملی ایران به ثبت رسیده است.